# Сюйчжоу
Сюйчжоу (спрощ.: 徐州; піньїнь: Xúzhōu) — міський округ у китайській провінції Цзянсу.

## Адміністративний поділ
Міський округ поділяється на 5 районів, 2 міських повіти й 3 повіти:
| Карта                                                                         | Карта     | Карта    | Карта       | Карта            |
| ----------------------------------------------------------------------------- | --------- | -------- | ----------- | ---------------- |
| ③ ② Цзяван ① Туншань Фен Пей Суйнін Сіньї Пічжоу ① Цюаньшань ② Юньлун ③ Гулоу |           |          |             |                  |
| Статус                                                                        | Назва     | Оригінал | Площа (км²) | Населення (2010) |
| Район                                                                         | Гулоу     | 鼓楼区   | 68          | 480 000          |
| Район                                                                         | Юньлун    | 云龙区   | 118         | 310 000          |
| Район                                                                         | Цзяван    | 贾汪区   | 834         | 511 000          |
| Район                                                                         | Цюаньшань | 泉山区   | 108         | 600 000          |
| Район                                                                         | Туншань   | 铜山区   | 1909        | 1 336 000        |
| Міський повіт                                                                 | Пічжоу    | 邳州市   | 2088        | 1 798 000        |
| Міський повіт                                                                 | Сіньї     | 新沂市   | 1571        | 1 718 000        |
| Повіт                                                                         | Суйнін    | 睢宁县   | 1767        | 1 330 000        |
| Повіт                                                                         | Фен       | 丰县     | 1446        | 1 160 000        |
| Повіт                                                                         | Пей       | 沛县     | 1349        | 1 220 000        |

## Клімат
Місто знаходиться у зоні, котра характеризується вологим субтропічним кліматом. Найтепліший місяць — липень із середньою температурою 27.2 °C (81 °F). Найхолодніший місяць — січень, із середньою температурою 1.1 °С (34 °F).
| Клімат Сюйчжоу          | Клімат Сюйчжоу | Клімат Сюйчжоу | Клімат Сюйчжоу | Клімат Сюйчжоу | Клімат Сюйчжоу | Клімат Сюйчжоу | Клімат Сюйчжоу | Клімат Сюйчжоу | Клімат Сюйчжоу | Клімат Сюйчжоу | Клімат Сюйчжоу | Клімат Сюйчжоу | Клімат Сюйчжоу |
| Показник                | Січ.           | Лют.           | Бер.           | Квіт.          | Трав.          | Черв.          | Лип.           | Серп.          | Вер.           | Жовт.          | Лист.          | Груд.          | Рік            |
| Абсолютний максимум, °C | 17             | 25             | 27             | 33             | 37             | 38             | 41             | 38             | 35             | 32             | 28             | 21             | 41             |
| Середній максимум, °C   | 4              | 6              | 12             | 20             | 25             | 29             | 30             | 30             | 26             | 21             | 13             | 6              | 18             |
| Середня температура, °C | 1              | 2              | 8              | 15             | 20             | 25             | 27             | 26             | 22             | 16             | 8              | 2              | 15             |
| Середній мінімум, °C    | −2             | −1             | 3              | 10             | 15             | 20             | 23             | 23             | 17             | 11             | 4              | −1             | 10             |
| Абсолютний мінімум, °C  | −12            | −15            | −7             | 0              | 6              | 13             | 13             | 12             | 7              | 0              | −6             | −12            | −15            |
| Норма опадів, мм        | 10             | 20             | 20             | 50             | 50             | 90             | 210            | 140            | 80             | 30             | 20             | 10             | 770            |
| ----------------------- | -------------- | -------------- | -------------- | -------------- | -------------- | -------------- | -------------- | -------------- | -------------- | -------------- | -------------- | -------------- | -------------- |
| Джерело: Weatherbase    |                |                |                |                |                |                |                |                |                |                |                |                |                |